# Coelioxys odin
Coelioxys odin là một loài Hymenoptera trong họ Megachilidae. Loài này được Strand mô tả khoa học năm 1912.